# Рейес, Висенте
Педро Висенте Рейес Паласуэлос (исп. Pedro Vicente Reyes Palazuelos; 1835, Сантьяго — 6 июля 1918, Сантьяго, Чили) — чилийский государственный и общественный деятель. Председатель Сената Чили (1895—1896 и 1909). Министр внутренних дел Чили (1877—1878), адвокат, журналист, педагог, профессор Чилийского университета. Один из первых членов Чилийской академии языка.

## Биография
Образование получил в Национальном институте и Чилийском университете. В 1858 году получил диплом юриста. Специалист в области авторского права на литературные произведения. К 1856 году был уже хорошо известен в литературных кругах того времени и как журналист газеты «El Ferrocarril» и журнала «La Semana».
В 1857 году поступил на государственную службу, работал начальником отдела в министерстве внутренних дел Чили, затем в министерстве образования (до 1861 года). Был профессором юридического факультета Чилийского университета.
В 1869 году был избран президентом Клуба реформ (на основе которого позже была создана Либеральная партия Чили).
В 1870—1873 гг. — член Палаты депутатов Чили. С 1885 до 1891 года — сенатор. Председатель Сената Чили (1895—1896 и 1909).
С 27 октября 1877 по 5 августа 1878 года занимал пост Министра внутренних дел Чили.
В 1894 году президент Хорхе Монт предложил ему возглавить коалиционное правительство, но Рейес отказался.
В 1896 году Висенте Рейес, поддерживаемый Либеральным альянсом, в который входили Радикальная партия, Демократическая партия и его собственная Партия либеральной доктрины, был кандидатом на выборах на пост президента Чили, но набрав 49,29 % проиграл Федерико Эррасурису.
Переизбирался сенатором в 1897—1903, 1903—1909, 1909—1915 и 1915—1921 гг.
Умер от пневмонии.